# Paulo Gomes (calciatore 1975)
Paulo Jorge Sousa Gomes, noto semplicemente come Paulo Gomes (Viseu, 4 marzo 1975), è un allenatore di calcio ed ex calciatore portoghese, di ruolo centrocampista.